# 원심분리기

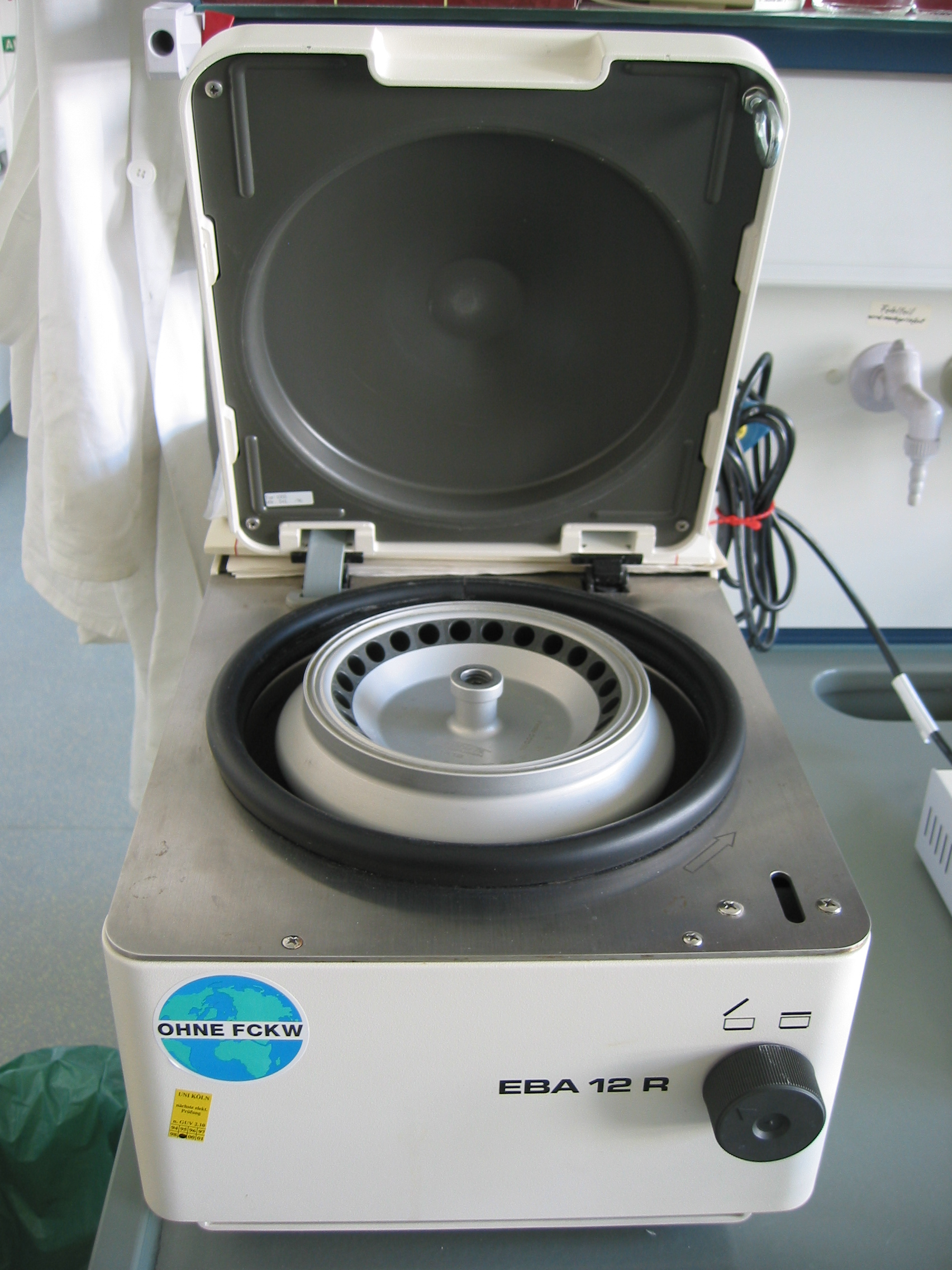
실험실용 탁상형 원심분리기

원심분리기(遠心分離機, centrifuge)는 축을 중심으로 물질을 회전시켜서 원심력을 가하는 장치이다. 원심기계(遠心機械) 또는 원심기(遠心機)라고도 한다. 모터를 주로 이용하며, 혼합물을 밀도에 따라 분리해내는 도구로 사용된다. 원심력의 최대치에 따라 저속 원심분리기, 고속 원심분리기, 초원심분리기로 나뉘지만, 기능적으로는 큰 차이가 없다.

## 원리
혼합물을 원심분리기에 넣고 돌리면 구성하는 물질의 질량에 따라 받는 원심력이 달라지는데, 그 구성 물질의 질량이 클 수록 가해지는 원심력도 커져 바깥쪽으로 침전된다.
원심력을 구하는 법은 아래와 같다.
```
원심력 = 물질의 질량 x 원의 반지름 x (각속도)
2
```

시료로 사용된 혼합물 안, 모든 분자의 위치에서 각속도와 원의 반지름의 차이가 반비례로 상쇄되기 때문에, 각 물질의 질량이 원심력을 결정한다. 따라서 질량이 큰 물질일수록 더 많은 원심력을 받아 더 아래로 가라앉는다. 흙탕물과 같은 불균일혼합물은 지구의 중력으로도 흙과 물로 분리되지만, 소금물과 같은 균일혼합물은 지구의 중력만으로는 소금과 물로 분리되지 않는다. 이때 중력보다 강한 힘을 제공하기 위하여 쓰는 것이 바로 원심분리기이다.

## 우라늄 농축을 위한 원심 분리기
원심 분리기는 핵무기의 재료가 되는 우라늄을 분리하기 위하여 원심 분리기가 사용될 수 있다.즉 “우라늄 동위원소" 분리를 위하여, 원심 분리기는 특별히 설계 또는 준비된 장비가 사용될수 있는데, 예를 들어 가스원심분리기는 진공환경에서의 얇은 벽 실린더로 구성되어, 우라늄을 분리 하기 위해서 사용된다.

## 기타
원심분리기를 사용하는 가장 유명한 실험으로는 세포의 구성성분 분리가 있다. 조각낸 세포 용액을 원심분리기에 넣고 돌리면 (맨 바닥부터)핵, 엽록체, 미토콘드리아, 리보솜 순서로 분리된다. 위에서 설명한 것처럼 가장 먼저 가라앉는 물질인 핵이 가장 무거운 물질이고 리보솜이 가장 가벼운 물질이다.

## 같이 보기
- 원심력
- 원심분리
- 침강계수
- 퇴적
- 분리 과정
- 가스 원심분리기 - 우라늄 농축용 시설